# Joakim Bonnier
Jo Bonnier (n. 31 ianuarie 1930 — d. 11 iunie 1972) a fost un pilot de Formula 1.
1. 1 2  Joachim Bonnier, Discogs, accesat în 9 octombrie 2017